# سكارلينو
سكارلينو هي بلدية (تقسيم إداري) في مقاطعة غروسيتو في ايطاليا تحديدا في منطقة توسكانا، وتقع على بعد حوالي 100 كيلومتر (62 ميل) جنوب غرب فلورنسا، وحوالي 25 كيلومتر (16 ميل) شمال غرب غروسيتو .
تحد سكارلينو البلديات التالية: كاستليون ديلا بيسكايا، و فلونيكا، و جافورانو، و ماسا ماريتيما.

## التاريخ
ظهرت قبل العام 1000 وكانت تحت ملكية عائلة ألدوبرندشي ، ومنحت لاحقًا إلى أساقفة روزيلا ثم إلى عائلة آلبرت، و في القرن الثالث عشر تم استرجاعها من قبل ألدوبرندشي، ثم انتقلت في وقت لاحق إلى جمهورية بيزا ومن ثم إلى عائلة أبيانا من مدينة بيومبينو .
و ظلت جزءًا من إمارة بيومبينو حتى أوائل القرن التاسع عشر ، عندما أصبحت جزءًا من دوقية توسكانا الكبرى .

## فرازيوني
يضم التقسيم الإداري مقر بلدية سكارلينو وقريتا ( فرازيوني ) وهما بيان دالما ،  و بونتوني دي سكارلينو وأيضا بلدة سكارلينو سكالو .

## الحكومة

### قائمة رؤساء البلديات
| الرئيس             | بداية الفترة | النهاية      | الحزب                |
| ------------------ | ------------ | ------------ | -------------------- |
| الدوفينكا ميززي    | 1995         | 2004         | مستقل ( يسار الوسط ) |
| موريزيو بيزاري     | 2004         | 2014         | مستقل ( يسار الوسط ) |
| مارسيلو ستيلا      | 2014         | 2019         | مستقل ( يسار الوسط ) |
| فرانشيسكا ترافيسون | 2019         | شاغل الوظيفة | مدني                 |

## المعالم السياحية الرئيسية
- جدران بُنيت من القرن الحادي عشر وتم ترميمها في القرن الثالث عشر.
- روكا ألدوبرانديسكا ("قلعة ألدوبرندشي") ، بما في ذلك الأبراج الزاوية والدائرية ، بالإضافة إلى الجدران الدفاعية الحجرية.
- كنيسة ودير سان دوناتو ، التي كانت مقر الأوغسطينيين من القرن الرابع عشر، و الكنيسة على الطراز الرومانسكي .
- الكنيسة الصغيرة سانتا كروتشي مع اللوحات الجدارية من عصر النهضة.
- كنيسة سان مارتينو (القرن الرابع عشر).
- راهبات ورهبان مونتي مورو.

## روابط خارجية
- الموقع الرسمي